# Gonmana
Gonmana (ou Gommana) est un village du Cameroun situé dans le département du Djérem et la Région de l'Adamaoua. Il fait partie de la commune de Ngaoundal.

## Population
Lors du recensement de 2005, le village était habité par 697 personnes, 354 de sexe masculin et 343 de sexe féminin.